# Doellingeria longipetiolata
Doellingeria longipetiolata là một loài thực vật có hoa trong họ Cúc. Loài này được (C.C.Chang) G.L.Nesom mô tả khoa học đầu tiên năm 1994.